# Séglien
Séglien é uma comuna francesa na região administrativa da Bretanha, no departamento Morbihan. Estende-se por uma área de 38,11 km². Em 2010 a comuna tinha 676 habitantes (densidade: 17,7 hab./km²).